# Victor Pachon
Pour les articles homonymes, voir Pachon (homonymie).
Victor Pachon, né Michel Victor Gabriel Léon Pachon le 24 mai 1867 à Clermont-Ferrand (Puy-de-Dôme) et mort à Meyzieu (Rhône) le 1er mars 1939, est un médecin et physiologiste français, inventeur d'un appareil destiné à mesurer la pression artérielle basé sur l'oscillométrie.

## Biographie
Bachelier à Poitiers, il obtient son doctorat de médecine à Paris en 1892 avec une thèse sur le rôle du cerveau dans la régulation de la respiration sous la direction de Charles Richet.
Il s'installe d'abord comme médecin de campagne à Courtomer (Orne) puis sur les conseils d'Eugène Gley, il revient à Paris comme préparateur dans le laboratoire de pharmacologie du Pr Pouchet.
En 1895, il est reçu à l'agrégation de physiologie de la Faculté de médecine de Bordeaux.
Le 24 novembre 1902, âgé de 35 ans, il épouse Marie Andraud.
Deux ans plus tard, en 1904, il devient agrégé libre - l'agrégation ne durait que 9 ans -  et est nommé maître de conférence au laboratoire de physiologie générale de l’École des Hautes Études avec l'appui d'Eugène Gley, d'Étienne-Jules Marey et du Ministre Joseph Chaumié, puis devient chef adjoint du laboratoire de physiologie de la faculté de médecine de Paris avec les Prs Charles Richet et Eugène Gley puis, en 1908, chef de ce laboratoire.
En 1911, il reprend la chaire de physiologie à la faculté de médecine de l'Université de Bordeaux.
En 1930, il refuse la chaire de physiologie à la faculté de médecine de Paris puis, en 1936, prend sa retraite dans la région lyonnaise.
Il meurt à Meyzieu en 1939.
Sa tombe se trouve à Aubière (Puy-de-Dôme).

## Travaux
Victor Pachon a essentiellement travaillé sur l'exploration fonctionnelle des pulsations cardiaques et développé l'oscillométrie, instrument de mesure pour mesurer la tension artérielle.

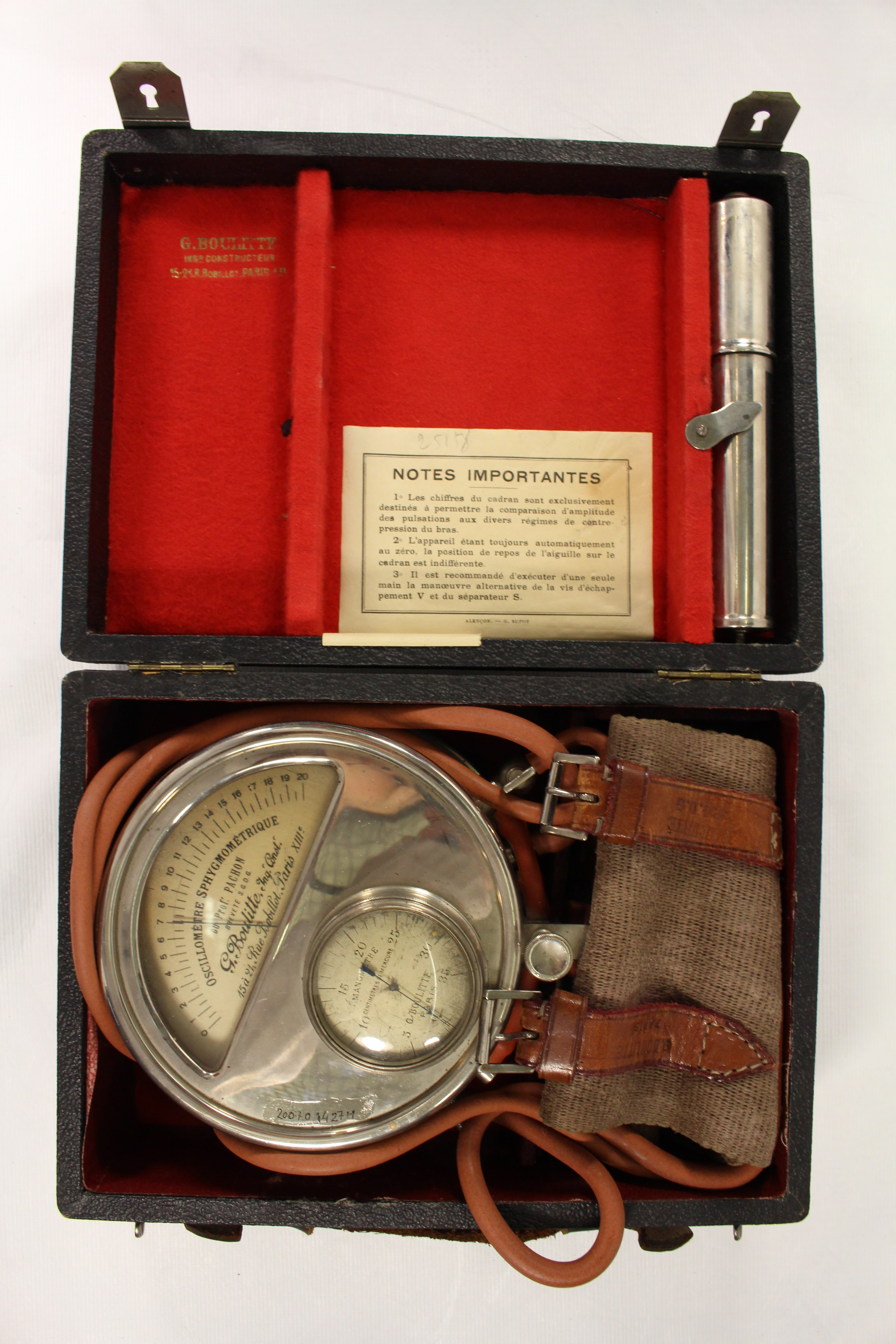
Oscillomètre de Pachon en métrologie Fabricant : G. Boullite métal, caoutchouc, toile, cuir, bois H. 10 cm ; l. 25 cm ; P. 18,5 cm. Collection du Musée des Hospices civils de Lyon.

En 1909, au laboratoire de physiologie, il travaille avec un ingénieur de la Compagnie du chemin de fer de Paris à Orléans, Charles Boulitte. Ensemble, ils perfectionnent le sphygmomanomètre inventé par le médecin italien Scipione Riva-Rocci, en 1896. En 1905, Nikolaï Korotkov avait été le premier à permettre une mesure assez précise pour qu’on puisse diagnostiquer l’hypertension artérielle. Il avait repris le sphygmomanomètre de Riva Rocci auquel il avait ajouté l’utilisation d’un stéthoscope sur l’artère brachiale qui permet d’entendre des bruits beaucoup plus précis. Pachon y rajoute un oscillomètre, ce qui permet de mesurer la tension artérielle sans stéthoscope. Le « Pachon » comporte deux cadrans : un cadran gradué de 0 à 20 permettant de mesurer l'amplitude des oscillations de la paroi artérielle et un manomètre gradué de 0 à 30 cm de mercure, relié par un tuyau de caoutchouc à un brassard. « Dans la détermination de la tension artérielle avec l'oscillomètre de V. Pachon, on enregistre d'abord des oscillations de faible amplitude, puis des oscillations croissantes dont le début répond à la tension maxima, et enfin des oscillations décroissantes dont le début traduit la tension minima. » Cet appareil simple a été très utilisé pendant la Première Guerre mondiale.

## Publications
- Recherches expérimentales et cliniques sur la fréquence et le rythme de la respiration (1892)
- De l'action des sérums toxiques sur le cœur isolé d'animaux immunisés contre ces sérums (1909)
- Considérations physiologiques sur les rapports fonctionnels du sympathique et des glandes endocrines (1923)
- L'oscillométrie en obstétrique (1926)
- Le cardiogramme du décubitus latéral gauche en clinique (1928)
- Exploration fonctionnelle cardio-vasculaire (1933)

## Hommages
- La faculté de médecine de Bordeaux s'appelle « Faculté de Médecine Victor Pachon »
- À Bordeaux, une rue s'appelle « Rue du Professeur Pachon »
- À Aubière, une rue s'appelle « Rue Victor Pachon »